# Guineoeuops mysolensis
Guineoeuops mysolensis es una especie de coleóptero de la familia Attelabidae.

## Distribución geográfica
Habita en Nueva Guinea (Indonesia).